# 托勃龍防線

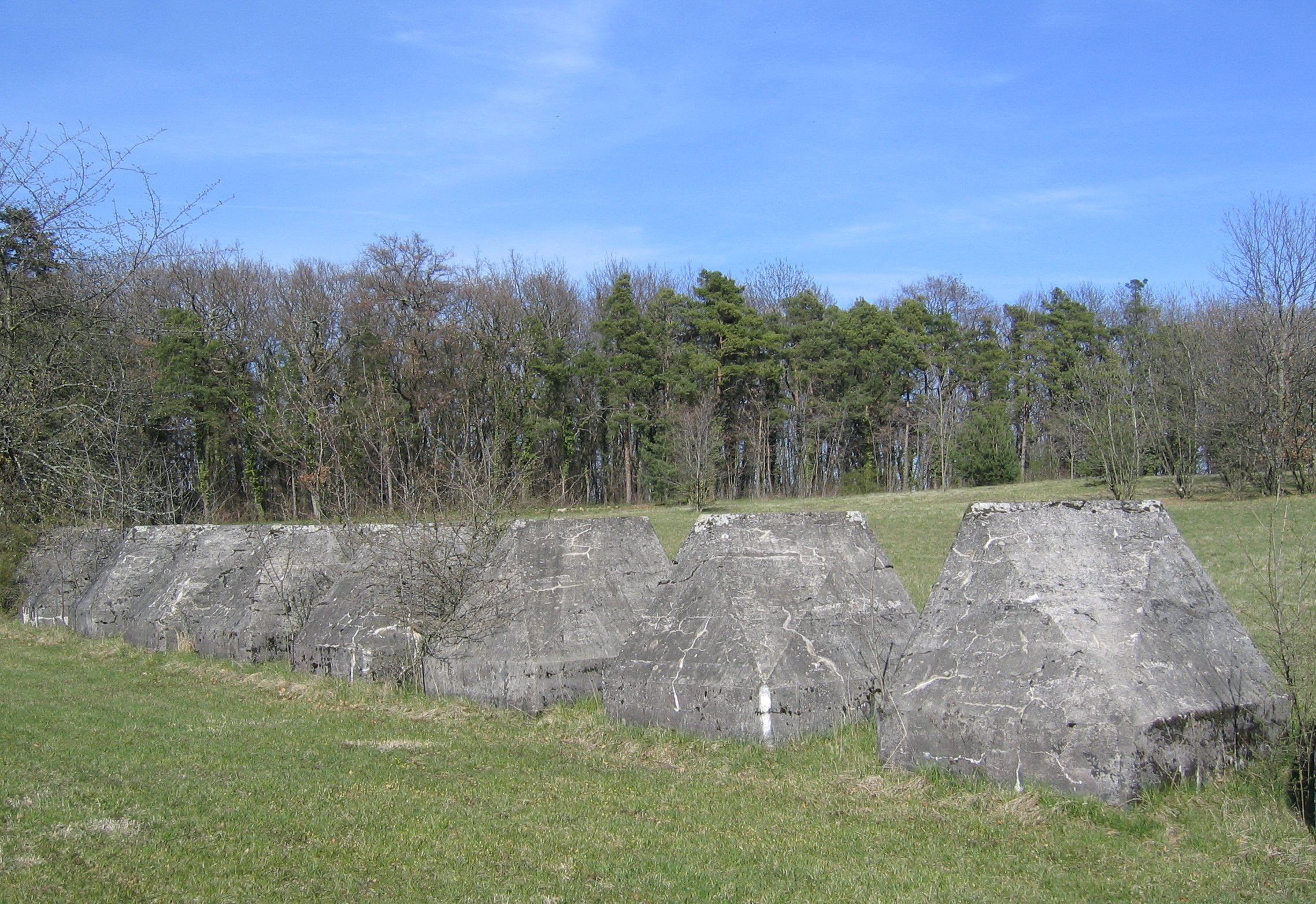
位於格朗，靠近萊芒湖畔的混凝土塊

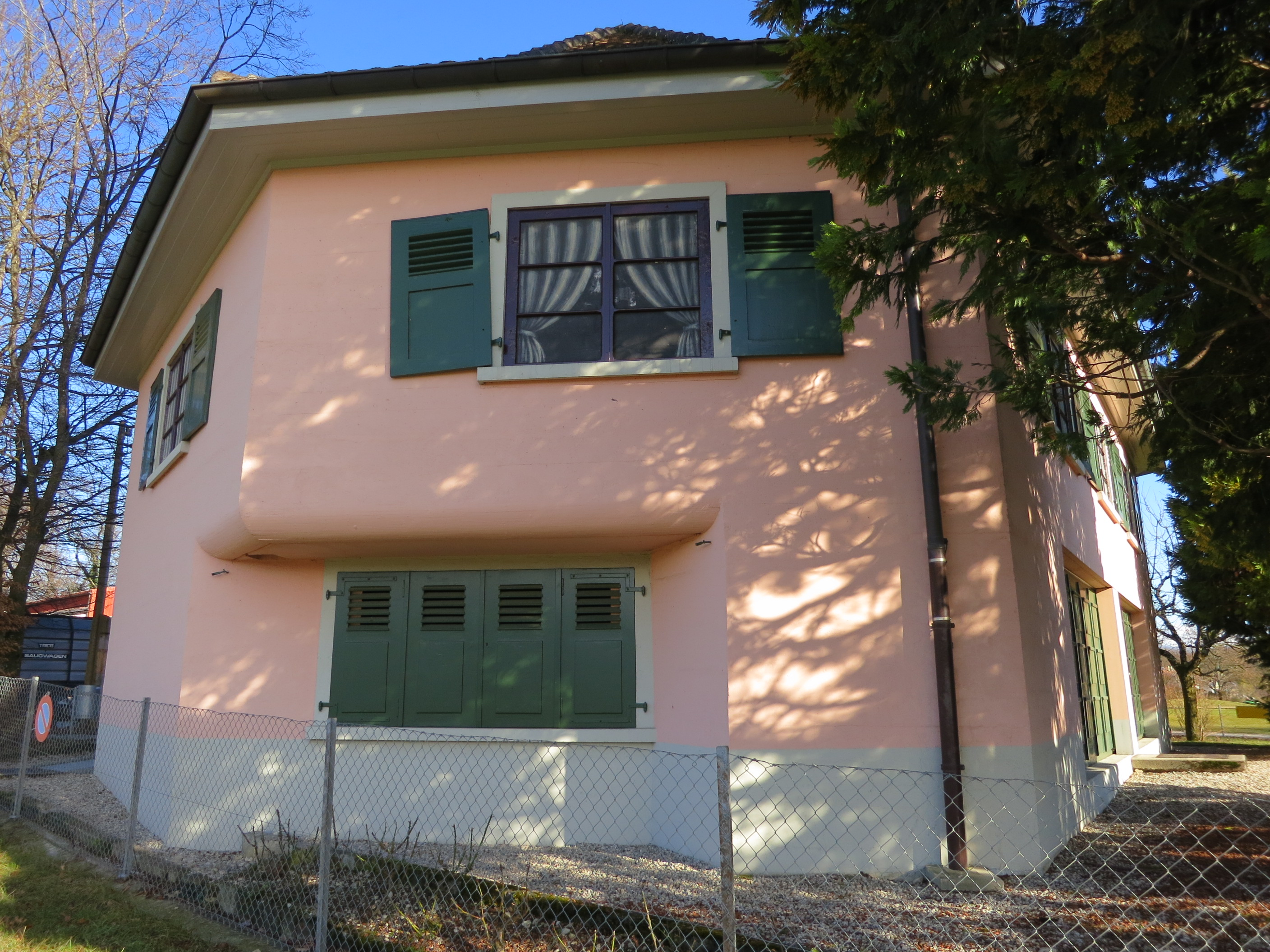
托勃龍防線上的「Villa Rose」堡壘

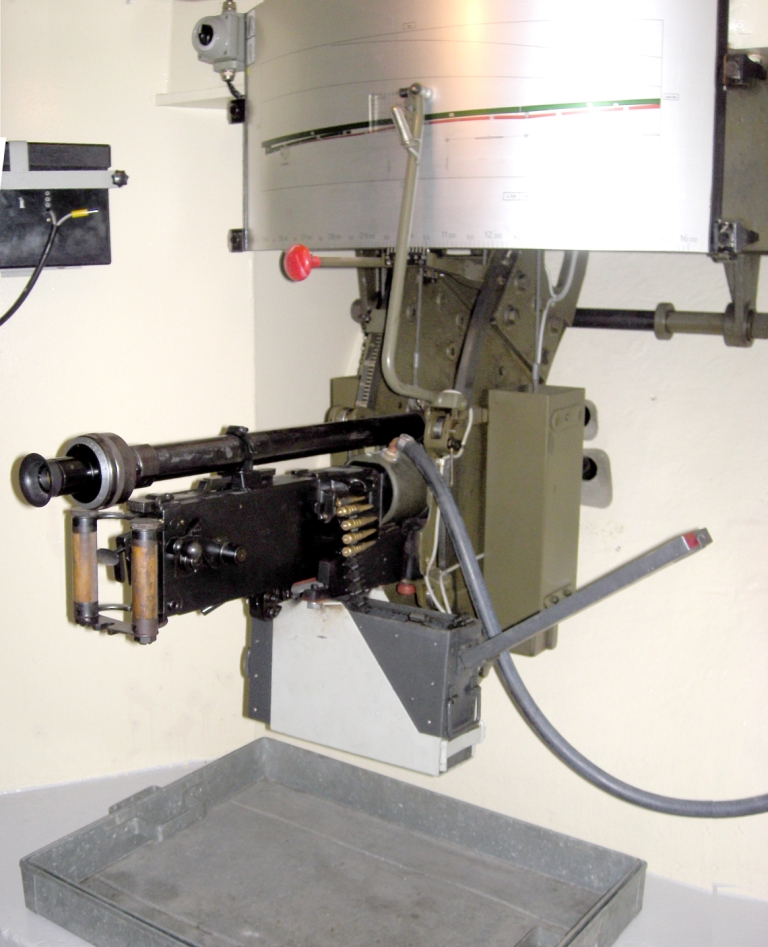
「Villa Rose」中展示的馬克沁機槍

托勃龍防線（法語：ligne des Toblerones）建造於第二次世界大戰期間，由綿延十公里的「龍齒」所構成，坐落於瑞士沃州的巴桑與普朗然之間，由莱芒湖畔延伸至汝拉山脚。龍齒分布於整個瑞士，但更常見於瑞士的邊境。托勃龍防線的目的是為了防範戰車入侵，由2,700個重達9噸的混凝土塊組成，也因為形似瑞士三角巧克力（Toblerone）而得名。防線主體已經融入自然環境，因而被保留作為健行路線。
防線沿著十二座堡壘建造，其中最為著名的「Villa Rose」在2006年時被改建為展覽館，並開放大眾參觀。

## 外部連結
- 维基共享资源上的相關多媒體資源：托勃龍防線
- 托勃龍步道